# Oddział prewencji Milicji Obywatelskiej
Oddziały prewencji Milicji Obywatelskiej (OPMO) – powołane do życia we wrześniu 1989 roku, po ZOMO. Miały one stanowić nową jakość w ówczesnej Milicji Obywatelskiej - została ograniczona liczebność Oddziałów Prewencji w stosunku do lat poprzednich, a głównymi zadaniami miała być służba patrolowa.
W praktyce była to kontynuacja ZOMO - różniła się tylko nazwa - ludzie i sprzęt pozostali niezmienieni. Okres istnienia OPMO był w PRL dosyć burzliwy - do jednych z poważniejszych akcji, w jakich brało udział OPMO, należą m.in. starcia w Warszawie podczas ostatniego zjazdu PZPR w styczniu 1990 roku, zamieszki pod pomnikiem Lenina w Nowej Hucie w dniach 6-8 listopada 1989, pomoc w tłumieniu buntów w zakładach karnych u schyłku 1989 roku. 
6 kwietnia 1990 roku podczas przemianowania Milicji Obywatelskiej w Policję Oddziały Prewencji MO zmieniły nazwę na Oddziały Prewencji Policji.